# Anna Starobínets
Anna Alfrédovna Starobínets, rus: А́нна Альфре́довна Староби́нец, nascuda a Moscou el 25 d'octubre de 1978, és una periodista i escriptora russa. És l'autora més destacada de la nova generació d'escriptors russos de ficció fantàstica, lloada per la crítica des de la publicació del seu primer llibre, Переходный возраст (Una edat difícil) (2005).
Llicenciada en Filologia per la Universitat Estatal de Moscou, Starobínets ha treballat per a alguns dels principals diaris russos, com Gazeta.ru, Argumenty o Fakty, com a crítica, reportera i editora de cultura. Actualment exerceix el periodisme en el Russki Reporter. És autora de diverses col·leccions de relat curt, novel·les i llibres per a nens i per a adults, entre els quals s'inclouen Живущий (El viu) (2011), Страна хороших девочек (La terra de les nenes bones) (2009) i Убежище 3/9 (Santuari 3/9) (2006) o Gatlantida (2015). Starobínets també ha desenvolupat escenaris per al circ o escrit literatura inspirada en llargmetratges Manga.
L'any 2012 va ser una de les finalistes del Premi Bestseller nacional amb el llibre El viu, premi que va guanyar el 2013 amb el recull de contes La glàndula d’Ícar, publicat en català el 2023.
La seva obra ha estat traduïda al francès, l'anglès, el català, el castellà, el suec, l'italià, el búlgar, el polonès, el grec, el japonès i el turc. A la primavera de 2014 va participar al Festival MOT, a Girona i Olot.
Al 2015 el seu llibre Gatlantida (2015) fou nomenat Llibre infantil de l'Any pel diari The Observer, al Regne Unit. Al 2018 va rebre el premi de la Societat Europea de Ciència Ficció (ESFS) en la categoria de «Millor escriptora».
Des de l’inici de la invasió russa d’Ucraïna, està establerta a Geòrgia amb els seus fills.

## Obra
- 2005 — Переходный возраст (Una edat difícil, contes)
- 2006 — Убежище 3/9 (Santuari 3/9, novel·la)
- 2008 — Резкое похолодание (Refrigeració aguda, recull de contes)
- 2009 — Страна хороших девочек (La terra de les nenes bones, llibre per a nens)
- 2010 — Первый отряд. Истина (Primer destacament, veritat, novel·la d'anime)
- 2011 — Живущий (Viure, novel·la)
- 2011 — Котлантида (Gatlantida, llibre infantil)
- 2013 — Икарова железа. Книга метаморфоз (La glàndula d’Ícar, relats de ciència-ficció i horror, publicat en català el 2023)[7]
- 2016 — Зверский детектив (Detectiu brutal, llibre infantil)
- 2017 — Посмотри на него (Mira'l, literatura de no-ficció)
- 2022 — Лисьи броды (El gual de la guilla, publicat en català el 2023)[8]